# Mihály Fazekas
Mihály Fazekas (6. ledna 1766 Debrecín – 23. února 1828 tamtéž) byl maďarský spisovatel z období osvícenství. Studia na Debrecínském reformovaném kolegiu nedokončil a v šestnácti letech vstoupil jako dobrovolník do armády. Bojoval proti Osmanské říši i revoluční Francii a stal se husarským poručíkem. Roku 1796 odešel do výslužby, oženil se a usadil v rodném Debrecínu. Věnoval se především botanice a vydal řadu odborných pojednání, působil v městské správě i ve farní radě, přátelil se se spisovatelem Mihály Csokonai Vitézem, redigoval Debecínský kalendář. Psal milostnou i občanskou poezii, v roce 1817 vydal svoje nejznámější dílo, nerýmovaný epos Zbojník Matyi (Lúdas Matyi), který měl značný vliv na rozvoj moderní maďarsky psané literatury. Děj knihy vychází z lidového vyprávění a pojednává o prostém pasáčkovi hus, který díky své chytrosti zvítězí nad feudálním pánem a jeho pohůnky. Zbojník Matyi byl zfilmován v roce 1949 Kálmánem Nádasdym, v roce 1977 ho zpracoval Attila Dargay jako animovaný film. Za komunistického režimu také v Maďarsku vycházel humoristický časopis nazvaný Lúdas Matyi.